# Boerhavia weberbaueri
Boerhavia weberbaueri är en underblomsväxtart som beskrevs av Anton Heimerl. Boerhavia weberbaueri ingår i släktet Boerhavia och familjen underblomsväxter. Inga underarter finns listade i Catalogue of Life.